# Roman Gesing

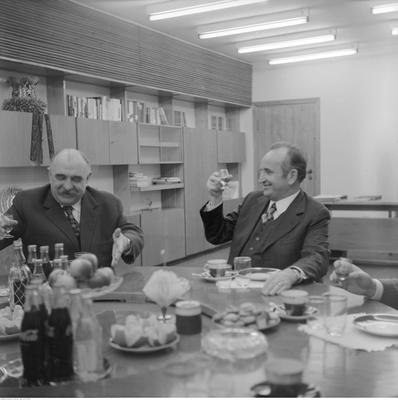
Jubileusz 70-lecia urodzin Romana Gesinga (z lewej) w siedzibie ZSL. Z prawej marszałek Sejmu Stanisław Gucwa, 8 stycznia 1974

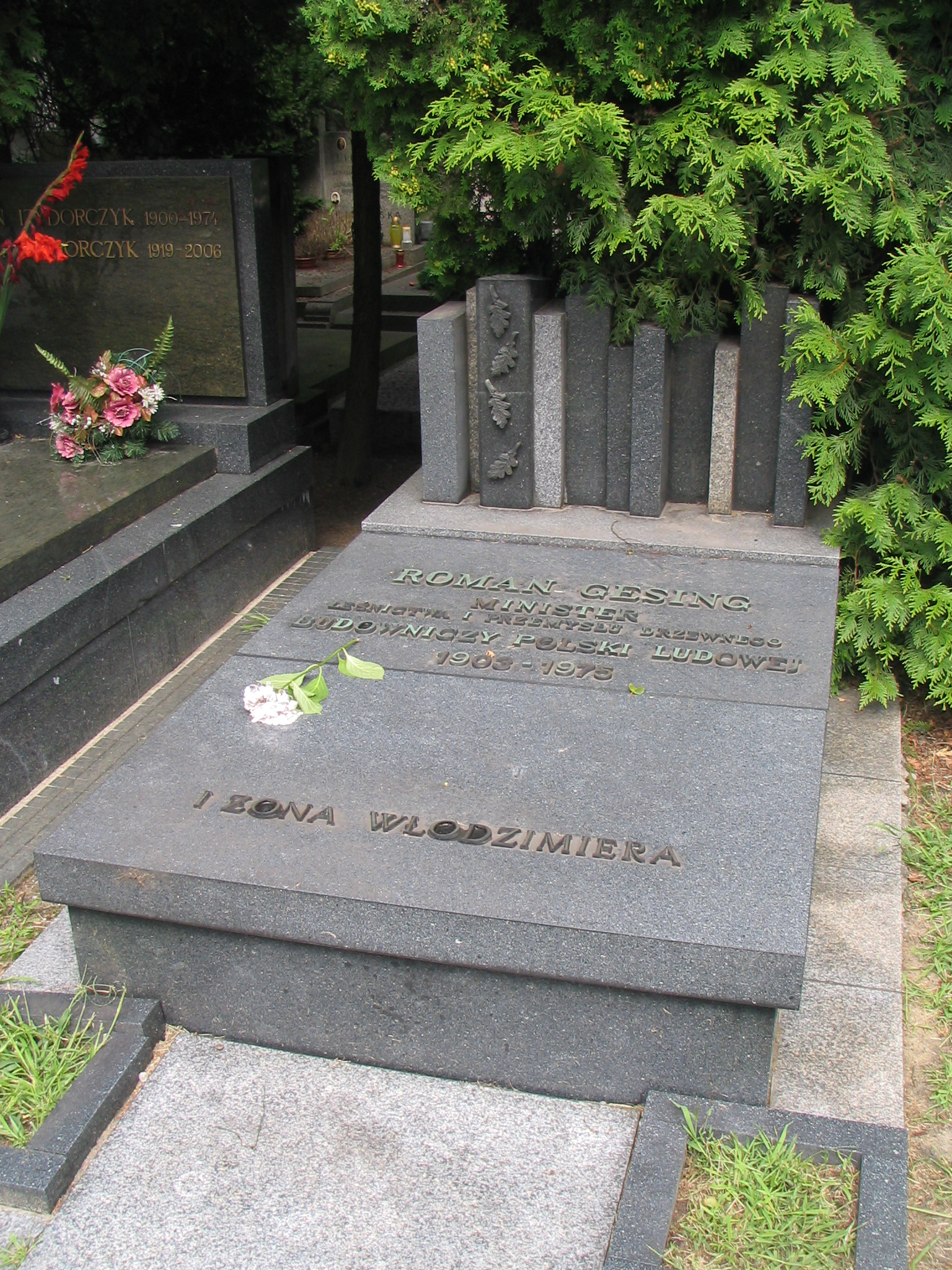
Grób Romana Gesinga i jego żony Włodzimiery na Powązkach; Warszawa, 22 lipca 2008

Roman Gesing (ur. 23 grudnia 1903 w Orłowie, zm. 14 lutego 1975 w Warszawie) – polski inżynier leśnik i polityk. Poseł na Sejm Ustawodawczy oraz Sejm PRL II kadencji, w latach 1961–1970 minister leśnictwa i przemysłu drzewnego. Budowniczy Polski Ludowej.

## Życiorys
Syn Romana, chłopa zaangażowanego w ruchu ludowym i Józefy, brat Franciszka. Rodzina Gesingów pochodziła z Niemiec, która w XVIII wieku osiedliła się w Polsce podczas tzw. kolonizacji józefińskiej. Gesingowie przejęli polskie wartości patriotyczne, dlatego podczas II wojny światowej nie podpisali volkslisty, przez co musieli opuścić dom i gospodarkę przed represjami. Szkołę czteroklasową ukończył w Orłowie. Cztery klasy gimnazjum ukończył w Mielcu, a dalsze cztery klasy gimnazjum ukończył w Jarosławiu, gdzie w 1923 roku uzyskał świadectwo dojrzałości. Następnie przez rok był zastępcą nauczyciela w szkole powszechnej w Pławie. W 1924 roku rozpoczął studia leśne na Wydziale Rolniczo-Lasowym Politechniki Lwowskiej, gdzie w 1932 roku uzyskał dyplom inżyniera leśnika. W latach 1924–1931 jako student był czynnym działaczem Związku Młodzieży Wiejskiej RP „Wici”. W latach 1928–1931 jako student zarządzał majątkiem leśnym Polany.
W latach 1931–1933 był prezesem powiatowym Stronnictwa Ludowego w Mielcu. W 1933 roku objął stanowisko leśniczego i kierownika tartaku w dobrach rawskich Pawła Sapiehy. W 1938 roku objął stanowisko nadleśniczego w Kątach i kierownika tartaków firmy „Przemysł Drzewny S.A. w Krakowie”. W 1939 roku został wybrany do Rady Naczelnej Stronnictwa Ludowego. Podczas II wojny światowej kierował podziemnym ruchem oporu na terenie powiatów jasielskiego, krośnieńskiego, brzozowskiego i sanockiego. 20 września 1942 roku został aresztowany przez Gestapo i osadzony w obozie koncentracyjnym Auschwitz, a następnie w latach 1944–1945 był przenoszony do obozów Sachsenhausen, Buchenwald i Wansleben, gdzie 14 kwietnia 1945 roku został wyzwolony przez wojska amerykańskie, a w sierpniu powrócił do kraju.
20 grudnia 1945 roku Roman Gesing jako jedyny członek Polskiego Stronnictwa Ludowego, został powołany na stanowisko wojewody rzeszowskiego. Jako wojewoda 11 kwietnia 1946 roku wystąpił z wnioskiem o aresztowanie greckokatolickich biskupów przemyskich Jozafata Kocyłowskiego i Grzegorza Łakoty, wniosek został przyjęty i biskupów aresztowano w czerwcu 1946 roku i deportowano na Ukrainę. 30 marca 1947 roku złożył rezygnację ze stanowiska wojewody rzeszowskiego.
W 1947 został wybrany na posła na Sejm Ustawodawczy z okręgu wyborczego Rzeszów. Do 1949 roku był kierownikiem Wydziału Organizacyjnego PSL. W 1949 roku został członkiem Rady Naczelnej Zjednoczonego Stronnictwa Ludowego 7 stycznia 1950 roku został dyrektorem Departamentu Techniki w Ministerstwie Lasów, a 1 września 1954 roku został dyrektorem Departamentu Lasów Nadzorowanych i Łowiectwa. W 1957 uzyskał mandat poselski z okręgu wyborczego Dębica na Sejm PRL II kadencji. W 1957 roku został podsekretarzem stanu w Ministerstwie Leśnictwa i Przemysłu Drzewnego, a 18 maja 1961 roku został powołany na stanowisko ministra tego resortu. Jako minister podwyższył jakość prac hodowlanych, prowadził zalesienia inwestycyjne na gruntach nieleśnych, otwierał nowe szkoły leśne i doprowadził do wydania wielu aktów normatywnych z zakresu ochrony przyrody. Za poparciem Romana Gesinga w 1967 roku utworzono Słowiński Park Narodowy, a w latach 1961–1970 zatwierdzono 200 nowych rezerwatów przyrody, osiągnięto pełną restytucję łosia i hodowli żubra. Podjęto się również opracowania planów Bieszczadzkiego i Roztoczańskiego Parku Narodowego. Zmarł 14 lutego 1975 roku w Warszawie.
Był również wiceprezesem Zarządu Głównego Związku Bojowników o Wolność i Demokrację. Pełnił funkcję sekretarza generalnego Międzynarodowego Komitetu Oświęcimskiego.
Pochowany 17 lutego 1975 w Alei Zasłużonych na cmentarzu Powązki Wojskowe w Warszawie w kwaterze C2-tuje-2. W pogrzebie udział wzięli m.in. członkowie władz naczelnych ZSL z prezesem Naczelnego Komitetu, marszałkiem Sejmu Stanisławem Gucwą na czele oraz przedstawiciele rządu i organizacji społecznych. Nad otwartą mogiłą przemówienie wygłosił wiceprezes ZSL Zdzisław Tomal.
Jego żoną była Włodzimiera z domu Deszkiewicz (1906-1990).
Został wybrany patronem Technikum Leśnego w Zagnańsku.

## Odznaczenia i wyróżnienia
- Order Budowniczych Polski Ludowej (1974)[8]
- Order Sztandaru Pracy I klasy (1964)[9].
- Krzyż Komandorski Orderu Odrodzenia Polski
- Złoty Krzyż Zasługi (1954)[10]
- Medal 10-lecia Polski Ludowej (1955)[11]
- Krzyż Oświęcimski (pośmiertnie, 1985)[12]
- Odznaka 1000-lecia Państwa Polskiego (1966)[13]
- Honorowe obywatelstwo miasta Piszu (1965)[14]
- Order Ludowej Republiki Bułgarii (Bułgaria, 1967)[15]